# Don Black
Don Black condecorado con la OBE (nacido el 21 de junio de 1938) es un letrista inglés conocido en parte por su colaboración con el compositor John Barry. Sus numerosos trabajos incluyen musicales, canciones para películas y canciones Hits.
Black está acreditado por componer la letra de muchas canciones para los filmes de James Bond como Thunderball, Diamonds Are Forever, The Man with the Golden Gun, Surrender de El mañana nunca muere y The World Is Not Enough. En colaboración con el compositor John Barry, escribió la canción del filme de 1966, Born Free, la cual ganó el premio de la academia a mejor canción ese año. También colaboró con Barry escribiendo la canción de la película The Tamarind Seed (“Play it again” interpretada por Wilma Reading). Vuelve a colaborar con Barry en Out of Africa, Dances with Wolves, y el musical de Broadway The Little Prince and the Aviator.
Él ha trabajado con Jule Styne, Henry Mancini, Quincy Jones, Elmer Bernstein, Michel Legrand, Marvin Hamlisch, Charles Aznavour y él ha tenido dos canciones Hit en los Estados Unidos, "Ben" Michael Jackson y "To Sir, with Love" de Lulu'.
Entre los musicales escritos por Black se incluyen Bar Mitzvah Boy y varias obras de Andrew Lloyd Webber shows - el tema de 1980 Tell Me on a Sunday, la cual fue interpretada por Marti Webb; Aspects of Love, la cual llevó a Michael Ball al estrellato; y la adaptación musical del clásico filme de Billy Wilder Sunset Boulevard. En el 2002 el trabajo con el productor hindue A. R. Rahman el musical Bombay Dreams. El también coescribió con Jim Steinman el sencillo "Is Nothing Sacred," la cual fue interpretada por Meat Loaf. En 2009 ayudó al cantante británico Robbie Williams a componer la canción "Morning Sun"
La canción principal de la película Un trabajo en Italia fue escrito por Don Black.
Black vive con su esposa Shirley en Londres, Inglaterra.

## Premios y distinciones
Premios Óscar
| Año  | Categoría                         | Canción                    | Película                       | Resultado |
| ---- | --------------------------------- | -------------------------- | ------------------------------ | --------- |
| 1967 | Mejor Canción                     | «Born Free»                | Born Free                      | Ganador   |
| 1969 | Óscar a la mejor canción original | «True Grit»                | Valor de ley                   | Nominado  |
| 1973 | Mejor canción original            | «Ben»                      | Ben                            | Nominado  |
| 1975 | Óscar a la mejor canción original | «Wherever Love to Take Me» | Gold                           | Nominado  |
| 1977 | Mejor Canción                     | «Come to Me»               | La pantera rosa ataca de nuevo | Nominado  |